# 乔楼镇
乔楼镇，是中华人民共和国河南省郑州市荥阳市下辖的一个乡镇级行政单位。

## 行政区划
乔楼镇下辖以下地区：
东郭村、孙砦村、沈洼村、七里村、任庄村、蔡寨村、陈寨村、陈沟村、槐树洼村、张王庄村、冢子岗村、聂楼村、韩村、付河村、楚堂村、张村庙村、辛岗村、李沟村和狮村。